# Bicsa Financial Center

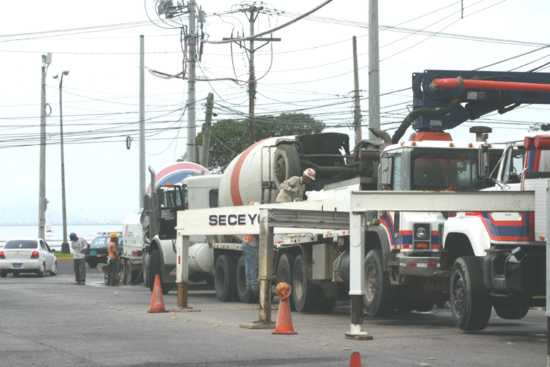
Arbeiten am Fundament (2007)

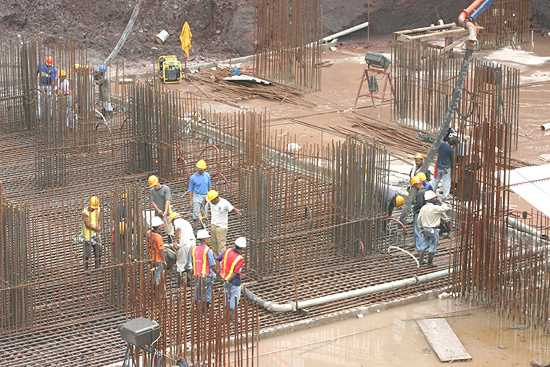
Arbeiten am Fundament (2007)

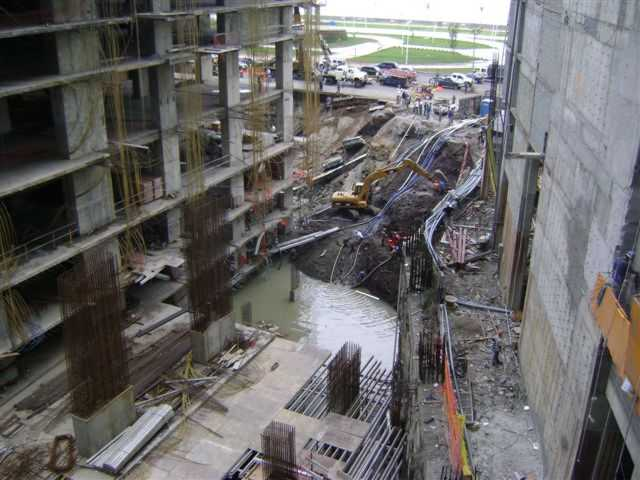
Einsturz der Stützwand (2009)

Der Bicsa Financial Center ist mit 267 Metern und 68 Etagen der dritthöchste Wolkenkratzer in Panama-Stadt. Baubeginn war 2008, die Fertigstellung 2013. Das Gebäude wurde zuerst als Ice Tower, dann als Star Bay Tower bezeichnet, bevor es den jetzigen Namen erhielt.

## Geschichte
Bereits vor Beginn des Star-Bay-Tower-Projektes war an dieser Stelle in der Ave. Balboa mit dem Bau eines Wolkenkratzers namens Ice Tower begonnen worden. Er sollte mit seinen 104 Etagen auf 381 Metern Höhe als Antwort auf den mit 97 Etagen ebenfalls geplanten Palacio de la Bahia dienen. Das Projekt wurde jedoch im Sommer 2007 gestoppt, nachdem die Erdarbeiten sowie die Montage der Stahlträger für das Fundament bereits fortgeschritten waren. Um Korrosion an den Stahlträgern zu verhindern und keine Baugrube zurückzulassen, wurde noch im selben Monat das Fundament betoniert. Die zuständigen Subunternehmen wählten hierfür einen Sonntag aus, um die erforderlichen Maschinen und Arbeitskräfte zur Verfügung zu haben und unter der Woche dennoch ihren kleineren Aufträgen nachkommen zu können.
Im Mai 2008 wurden die Arbeiten an der Baustelle wieder aufgenommen. Das Projekt firmierte inzwischen als Star Bay Tower benannt nach der entwickelnden Gesellschaft Star Bay Group. Im Mai 2009 brach auf der Baustelle eine Stützwand zusammen, die Wasser von der Baustelle fernhalten sollte. Dabei riss sie Teile des angrenzenden Gehwegs und einer Fahrbahn mit und verursachte einen Ausfall der Trinkwasserversorgung. Ebenfalls im Mai 2009 kündigte die Hotelkette Hilton an, 27 der 68 Stockwerke für das Hilton Panama nutzen zu wollen, das 351 Zimmer umfassen soll.
Am 10. Oktober 2012 brach in der Tiefgarage auf der Baustelle ein Feuer aus, das erst nach 23 Stunden durch 200 Feuerwehrleute unter Kontrolle gebracht werden konnte. Neben dem Hilton Hotel, soll auch die Banco Internacional de Costa Rica (BICSA) in dem Gebäude untergebracht werden, weshalb er auch als Bicsa Financial Center bezeichnet wird.
Das Hilton Hotel wird seit 2013 in den untersten 27 Stockwerken betrieben.